# 다카하시 사다히로
다카하시 사다히로(일본어: 高橋 貞洋, 1959년 10월 7일 ~ )는 일본의 은퇴한 축구 선수이다. 후지타에서 활동하였다.

## 구단 경력
1982년부터 1988년까지 후지타 공업에서 47경기에 나서 4득점을 넣었다.

## 국가대표팀 경력
그는 1979년 FIFA 세계 청소년 축구 선수권 대회에 참가할 일본 U-20 국가대표팀에 발탁되었으며, 3경기에 출전했다.